# کاترینا مونزول
کاترینا مونزول (اوکراینی: Катерина Володимирівна Монзуль؛ زادهٔ ۵ ژوئیهٔ ۱۹۸۱) داور فوتبال اهل اوکراین است.
روز یکشنبه ۲۸ مارس ۲۰۲۱ داوری مسابقه میان تیم‌های مردانه اتریش و جزایر فارو در چهارچوب رقابت‌های مقدماتی جام جهانی فوتبال ۲۰۲۲ قطر و همچنین مسابقه فینال جام جهانی زنان سال ۲۰۱۵ داوری را به عهده داشت.